# Nová Polianka
Nová Polianka (in ungherese Mérgesvágása) è un comune della Slovacchia facente parte del distretto di Svidník, nella regione di Prešov.